# Златна рибка
Златна рибка је други студијски албум бугарске певачицe Камелије, објављен 1999. године.
Песма Луда по тебе коришћена је у филму Јужни ветар, српске продукције, премијерно приказаном 2018. године. Поред студијске верзије која се чује кроз филм, песму је за потребе тог остварења препевала Габријела Пејчев. Песма је обрада верзије коју је Лепа Брена 1996. снимила као Луда за тобом, а у којој је коришћен узорак песме Астатос, грчког певача Паскалиса Терзиса из 1994. године.